# البریت دو سان جوان
البریت دو سان جوان (به اسپانیایی: Alberite de San Juan) یک شهرستان در اسپانیا است که در استان ساراگوسا واقع شده‌است.